# John Leonard King
John Leonard King, Baron King of Wartnaby (* 29. August 1917 in Brentwood, Essex; † 12. Juli 2005 in Wartnaby, Leicestershire) war ein britischer Geschäftsmann, der British Airways von einem ineffizienten verstaatlichten Unternehmen zu einer der erfolgreichsten Fluggesellschaften der heutigen Zeit führte. Dieser Erfolg war ein Vorzeigebeispiel von Margaret Thatchers Privatisierungsprogramm.
King begann seine erfolgreiche Geschäftskarriere mit einer Kugel- und Rollenlagerfirma, die sich zu einem bedeutenden und mehrere Kontinente übergreifenden Betrieb entwickelte. 1968 wurde das Unternehmen für ca. £10 Millionen verkauft. King wurde 1972 Vorsitzender der Babcock International Group.
Man nannte King "Mrs. Thatchers Lieblingsgeschäftsmann". Er wurde ausgewählt, den ineffizienten und verlustträchtigen verstaatlichten Flaggenträger auf die Privatisierung vorzubereiten. 1981 trat King bei British Airways ein. Größere Änderungen in der Fluggesellschaft waren: 22.000 Mitarbeiter zu entlassen, Colin Marshall 1983 zum CEO zu berufen, die Flugzeugflotte zu modernisieren und unrentable Flugrouten zu streichen. Innerhalb von zwei Jahren hatte King über die Hälfte des Vorstands der British Airways (BA) ausgetauscht. BA wurde 1987 privatisiert, der Börsengang war 11-mal überzeichnet.
Am 15. Juli 1983 wurde er als Baron King of Wartnaby, of Wartnaby in the County of Leicester zum Adligen auf Lebenszeit in der Peerage of the United Kingdom ernannt. Mit dem Titel ist ein Sitz im House of Lords verbunden.
King erkannte die Bedeutung der Concorde für die British Airways. In den ersten Jahren, in denen die Concorde für die British Airways flog, war sie nicht rentabel, was die Presse kritisierte: Die Concorde sei ein white elephant, was heißen soll, sie mache mehr Verluste, als eine Liebhaberei vernünftiger Weise wert sei. Den Prestigewert des Flugzeuges erkannten aber alle an. British Airways verwendete die Concorde, um Geschäftskunden anzulocken. Im Gegenzug garantierte British Airways eine bestimmte Anzahl an Verbesserungen an der Concorde. Diese Kooperation war ein Schlüsselfaktor, um Geschäfte gegen transatlantische Konkurrenz zu gewinnen.